# Castillo de La Vilueña
El castillo de La Vilueña era una fortaleza ubicada en el municipio español de La Vilueña, en la provincia de Zaragoza.

## Descripción
Situado en la Extremadura aragonesa, fue construido apresuradamente en tapial, por las necesidades urgentes requeridas debido al conflicto surgido entre el Reino de Aragón y el Reino de Castilla durante la guerra de los Dos Pedros. Apenas quedan restos visibles de la muralla en tramos discontinuos en un extremo de la población, junto a la iglesia.